# Wally Shoup
Wally Shoup (* 9. August 1944 in North Carolina; † 5. März 2024 in Seattle) war ein US-amerikanischer Altsaxophonist des Free Jazz und in Freier Improvisation.

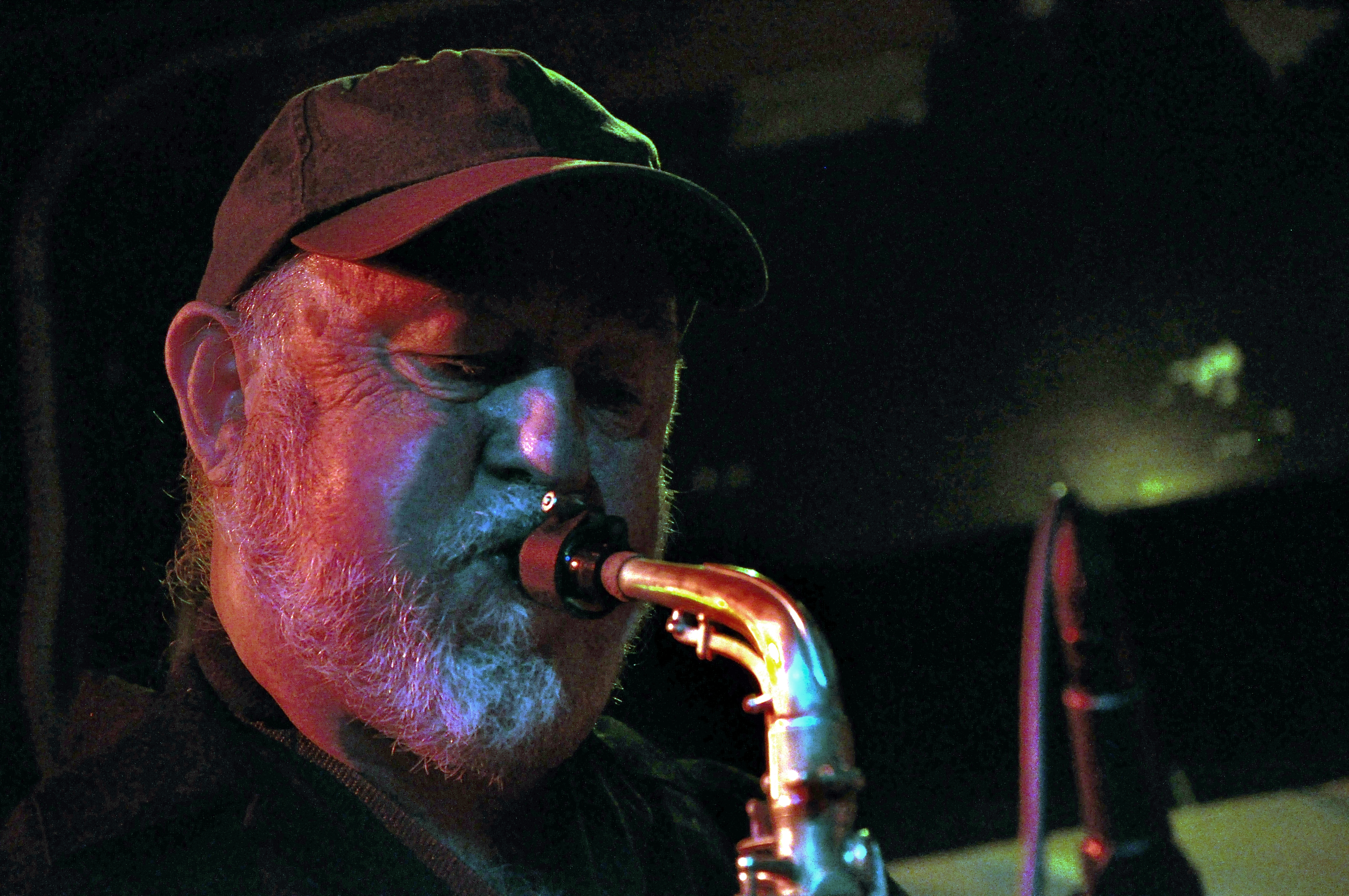
Wally Shoup 2009

## Leben und Wirken
Shoup wuchs in Charlotte (North Carolina) auf und arbeitete als Lehrer. Ende der 1960er Jahre zog er zunächst nach Atlanta, Georgia, und dann nach Colorado. Ende der 1960er Jahre begann er sich für freie Improvisation zu interessieren und verfolgte das zunächst als Jazzmoderator in einem lokalen Radiosender, begann dann Saxophon zu spielen mit ersten Auftritten 1975. In seiner Musik verband er Free Jazz und Noise. Sein erstes Album Scree-Run Waltz erschien 1981 (ein Duo mit Ross Rabin). 1983 zog er nach Birmingham (Alabama), spielte mit Trans Duo von LaDonna Smith und Davey Williams, schrieb für das Improvisor Magazin und tourte 1985 in Europa mit der Tänzerin Mary Horn. Im selben Jahr zog er nach Seattle, wo er 1985 das langjährige Improvised Music Festival gründete (das 35 Jahre lang regelmäßig im Februar stattfand), das er auch in den kommenden Jahren mit organisierte.
1994 gründete er mit dem Cellisten Brent Arnold Project Y mit einer gleichnamigen CD 1994 bei Apraxia. Er veröffentlichte auch zwei CDs mit Thurston Moore von Sonic Youth (Hurricane Floyd 1994, Live at Tonic 2003 im Quartett mit Paul Flaherty, Chris Corsano) und zwei mit Nels Cline von der Alternative-Rockband Wilco (Immolation/Immersion 2005, Suite:Bittersweet 2007). 2001 gründete er das Wally Shoup Trio mit Reuben Radding (Bass) und Bob Rees (Schlagzeug) und leitete auch ein Quartett. Mit Musikern wie Nels Cline, Thurston Moore, Davey Williams, Toshi Makihara und Chris Corsano tourte er in den USA, in Kanada und in Großbritannien.
2011 erschien sein Buch Music as Adventure (Nine Muse Books). 2009 listete das Seattle Metropolitan Magazine Shoup in seiner Liste der 50 einflussreichsten Musiker in der Geschichte der Stadt; 2018 wurde er in die Seattle Jazz Hall of Fame aufgenommen. 2024 starb er nach langer Krankheit.

## Diskographische Hinweise
- Scree-Run Waltz  (Too Sound, 1984)
- Lost Valentine, Wally Shoup, Gregg Keplinger, Reuben Radding: 1, 2, 3 (2003)
- Fusillades & Lamentations (Leo, 2003)
- Live at Tonic (Leo, 2003)
- Confluxus (Leo, 2004)
- Blue Purge (Leo, 2005)
- Immolation/Immersion (Strange Attractors, 2005)
- Over, Under and Out (The Bike Bin Project, 2006)
- Suite: Bittersweet (Strange Attractors, 2007)
- The Levitation Shuffle (Clean Feed Records, 2007)
- Wally Shoup, Chris Corsano, Paul Flaherty: Bounced Check (2007)
- Wally Shoup, Chris Corsano, Paul Flaherty Blank Check: Tyyfus (2007)
- Thurston Moore / Chris Corsano / Paul Flaherty / Wally Shoup 4tet: The Roadhouse Session Vol. 1 (2007)
- Wally Shoup & Paul Kikuchi: Aurora Distillations (2012)
- Chemical Language (New Atlantis, 2015)
- Wally Shoup, Greg Campbell, Greg Kelley, Bill Nace: One End to the Other (Open Mouth, 2015)
- Wally Shoup Sax Trio + 1: Copaesthetics (Astral Spirits, 2015)
- Wally Shoup / Ben Hall: Belgium 2008 (Catalytic Sound, 2019)
- Wally Shoup, Greg Kelley, Tom Scully, Casey Adams: None of This Is Implausible (Obscure and Terrible, 2023)
- Wally Shoup / Casey Adams: The Art Damaged (Nothing Works Records, 2023)
- Briefcase featuring Wally Shoup (2024)